# 1861

Europa l'any 1861. Grans potències en lletra majúscula.

## Esdeveniments
Països Catalans
- 31 de març - Fundació de l'Orfeó Lleidatà.[1]

Resta del món
- 12 i 13 d'abril - Batalla de Fort Sumter en el si de la Guerra Civil dels Estats Units.
- 17 de març - Víctor Manuel II es proclama rei d'Itàlia.
- 14 de maig - Cau un meteorit a Canyelles.[2]
- Establiment a l'Equador d'una breu dictadura teocràtica
- Invenció del pedal, bàsic per a la bicicleta.[3]
- Emancipació dels serfs a l'Imperi Rus[4]
- Comença a publicar-se L'Osservatore Romano, diari de Ciutat del Vaticà.

## Naixements
Països Catalans
- 5 de febrer, Prats de Lluçanès, Osona: Maria Trulls i Algué, pensadora i escriptora catalana (m. 1933).[5]
- 25 de febrer, Barcelona: Santiago Rusiñol i Prats, un dels líders del modernisme català.[6]
- 28 de febrer, Barcelona: Clotilde Cerdà i Bosch, arpista, compositora, activista per millorar les condicions de les dones (m. 1926).[7]
- 8 d'abril, València: Vicent Peydró i Díez, compositor valencià de sarsuela (m. 1938).
- 7 de juny, Sabadell, Antoni Cusidó i Cañellas, industrial tèxtil i regidor municipal de Sabadell.
- 20 de juny, Barcelona: Adela Clemente i Ferran, actriu catalana (m. 1910).[8]
- 10 d'agost, Llofriu, Baix Empordà: Irene Rocas i Romaguera, folklorista amateur, destacada col·laboradora del DCVB (m. 1947).[9]
- 28 de novembre, El Pla del Penedès: Dolors Prats i Respall, mestra i pintora (m.1934).[10]
- 1 de desembre, Barcelona: Guillem August Tell i Lafont, advocat, notari i poeta; Mestre en Gai Saber el 1900 (m. 1929)

Resta del món
- 6 de gener, Gant, Bèlgica: Victor Horta, arquitecte belga (m. 1947).
- 12 de febrer, Sant Petersburg: Lou Andreas-Salomé, dona de lletres, escriptora i intel·lectual russa (m. 1937).[11]
- 15 de febrer, Fleurier, cantó de Neuchâtel, Suïssa: Charles Edouard Guillaume, físic suís, premi Nobel de Física el 1920 (m. 1938).
- 10 de març, First Nation (Canada): Pauline Johnson, també coneguda com a Tekahionwake escriptora iroquesa. Era filla del cabdill mohawk Teyonnhehkewea i d'una anglesa. (m. 1913).[12]
- 3 d'abril, Ponce, Puerto Rico: Ulpiano Colom y Ferrer, alcalde de Ponce durant la invasió nord-americana el 1898
- 30 d'abril, Alemanya: Heinrich Schmidt, compositor.

- 15 d'abril, Fredericton, Nova Brunswick: Bliss Carman, poeta canadenc en llengua anglesa pertanyent al postromanticisme.
- 7 de maig, Calcuta, Índia Britànica: Rabindranath Tagore, escriptor i poeta indi, premi Nobel de Literatura de 1913 (m. 1941).[13]
- 10 de maig, Peckham: George Augustus Holmes, compositor.
- 19 de maig, Melbourne: Nellie Melba, cantant d'òpera australiana (m. 1931).[14]
- 8 de juny, Cangues d'Onís, Astúries: Juan Vázquez de Mella, polític tradicionalista, escriptor i filòsof catòlic espanyol (m. 1928).[15]
- 20 de juny, Eastbourne, Anglaterra: Frederick Gowland Hopkins, bioquímic i metge anglès, Premi Nobel de Medicina o Fisiologia de 1929 (m. 1947).[16]
- 7 de juliol, Cavendish, Vermont: Nettie Stevens, avançada genetista nord-americana, impulsora de la genètica moderna (m. 1912).[17]
- 9 d'agost, San Francisco: Dorothea Klumpke, astrònoma estatunidenca (m. 1942).[18]
- 22 d'agost, Pequín, Xina: emperador Xianfeng, novè emperador de la dinastia Qing (n. 1831).[19]
- 30 de setembre, La Corunya: Sofia Casanova, escriptora i periodista i primera espanyola corresponsal en un país estranger (m. 1958).[20]
- 1 d'octubre, Zemgale, Letònia: Anna Brigadere, escriptora letona (m. 1933).[21]
- 10 d'octubre, Christiania (actual Oslo), Noruega: Fridtjof Nansen, explorador noruec, Premi Nobel de la Pau de 1922 (m. 1930).
- 6 de novembre, Almonte, Ontario, Canadà: James Naismith, inventor del bàsquet (m. 1939).[22]
- 19 de desembre, Trieste: Italo Svevo, escriptor italià
- 22 de desembre, Wernigerode: Hermann Gehrmann, músic i estudiós musical.

## Necrològiques
- 2 de gener - Berlín: Frederic Guillem IV de Prússia[23]
- 6 de gener - Sant Petersburg: Andrei Óssipovitx Sikhra, compositor i guitarrista rus.
- 17 de gener - Nova York (EUA): Lola Montez, comtessa de Landsfeld, ballarina i actriu, cortesana i amant de Lluís I de Baviera (n.1821).[24]
- 22 de gener: Giovanni Battista Velluti, castrat.
- 14 d'abril - Edo (Japó): Utagawa Kuniyoshi, dissenyador de gravats i pintor japonès (n. 1798).[25]
- 6 de juny -Torí (Itàlia): Camillo Benso, di Cavour, sovint conegut simplement com a Cavour, polític italià, protagonista de la unificació italiana (n. 1810).[26]
- 29 de juny - Florència: Elizabeth Barret Browning, destacada poeta en anglès de l'era victoriana (n. 1806).[27]

- 22 d'agost - Jehol, Xina: emperador Xianfeng, novè emperador de la dinastia Qing (n. 1831)

- Florència: Giovanni Battista Niccolini, poeta i dramaturg italià de l'època del Risorgimento.